# 밥 길
밥 길(영어: Bob Gill, 1931년 1월 17일~2021년 11월 10일)은 미국의 삽화가 겸 그래픽 예술가, 아티스트이다.

## 연극
Beatlemania

## 학력
더 아츠 대학, Pennsylvania Academy of the Fine Arts, 더 시티 칼리지 오브 뉴욕
저서 : So Far, 제2언어로서의 그래픽 디자인, Words Into Pictures 등